# Invasion abbasside de l'Asie Mineure (806)
Pour les articles homonymes, voir Invasion abbasside de l'Asie Mineure.
Guerres byzantino-arabes
Batailles
- Mu'tah (629)
- Ajnadayn (634)
- Damas (634)
- Fahl (635)
- Yarmouk (636)
- Jérusalem (636-637)

- Héliopolis (640)
- Nikiou (646)

- Sufétula (647)
- Tahouda (683)
- Mammès (688)
- Carthage (698)
- Oued Nini (698)

- 1re Constantinople (674-678)
- Sébastopolis (692)
- Tyane (~708)
- 2e Constantinople (717-718)
- Andrinople (718)
- Nicée (727)
- Akroinon (740)

- Kamacha (766)
- Invasion de l'Asie Mineure (782)
- Kopidnadon (788)
- Krasos (804)
- Invasion de l'Asie Mineure (806)
- Anzen (838)
- Amorium (838)
- Mauropotamos (844)
- Poson (863)
- Bathys Ryax (872 ou 878)

- Syracuse (877-878)
- Stelai ou 1re Milazzo (880)
- 2e Milazzo (888)
- Taormine (902)
- Garigliano (915)
- Détroit (965)
- Georges Maniakès en Sicile (1038-1040)

- Phœnix de Lycie (655)
- Keramaia (746)
- Conquête musulmane de la Crête (années 820)
- Damiette (853)
- Raguse (866-868)
- Kardia (~872-873)
- Golfe de Corinthe (~873)
- Céphalonie (880)
- Chalcis (~883)
- Thessalonique (904)

- Portes ciliciennes (878)
- Campagnes de Jean Kourkouas (926-944)
- Marach (953)
- Raban (958)
- Andrassos (960)
- Campagnes de Nicéphore II Phocas (956-969)
- Chandax (960-961)
- Alexandrette (971)
- Campagnes de Jean Tzimiskès (~950-975)
- Gués de l'Oronte (994)
- Alep (994-995)
- Apamée (998)
- Campagnes de Basile II (979-999)
- Azâz (1030)

L'invasion abbasside de l'Asie Mineure en 806 est la plus grande opération lancée par le califat abbasside contre l'Empire byzantin. L'expédition est dirigée par le calife Hâroun ar-Rachîd en personne qui agit en représailles des succès byzantins sur la frontière entre les deux empires lors des années précédentes. Il souhaite aussi démontrer à Nicéphore Ier la puissance de l'empire abbasside. Son immense armée (comptant plus de 135 000 hommes selon les sources arabes) lance un raid contre la Cappadoce sans rencontrer de résistance, capturant plusieurs villes et forteresses ce qui contraint Nicéphore à demander la paix en échange du paiement d'un tribut. Toutefois, après le départ d'Hâroun, Nicéphore viole les termes du traité et réoccupe les forts frontaliers qu'il avait été forcé d'abandonner. Hâroun faisant face à une rébellion dans le Khorasan ne peut intervenir, d'autant plus qu'il meurt seulement trois ans plus tard. En outre, la guerre civile abbasside qui éclate en 809 ainsi que la menace bulgare aux frontières byzantines entraînent la fin des hostilités byzantino-arabes à grande échelle pour deux décennies.

## Contexte
Après la déposition de l'impératrice byzantine Irène l'Athénienne en octobre 802 et l'accession au pouvoir de Nicéphore Ier, une phase plus violente de la longue histoire des guerres arabo-byzantines débute. Après une série de raids annuels destructeurs lancés par le califat abbasside sur l'Asie Mineure, Irène semble avoir assuré une trêve avec le calife Hâroun en 798, en échange du paiement d'un tribut annuel, reprenant les termes de l'accord signé après l'expédition majeure lancée par Hâroun sur l'Asie Mineure en 782,,. Toutefois, Nicéphore est d'un tempérament plus guerrier. Comme le rapporte une source arabe, quand Nicéphore arrive au pouvoir, un renégat byzantin prévient le gouverneur arabe de Mésopotamie Supérieure de « retirer sa soie et de mettre son armure ». En outre, le nouvel empereur est décidé à renflouer le trésor grâce à plusieurs mesures, dont l'arrêt du paiement du tribut. Immédiatement, Hâroun réagit. En représailles, il lance un raid dirigé par son fils Al-Qasim ibn Harun al-Rashid au printemps de l'année 803. Nicéphore ne peut répondre à cette attaque car il fait face à une révolte infructueuse de l'armée d'Asie Mineure dirigée par Bardanès Tourkos. Après avoir vaincu Bardanès, Nicéphore rassemble son armée et marche à la rencontre d'une deuxième invasion plus importante dirigée par le calife en personne. Après qu'Hâroun a pillé la région frontalière, les deux armées se combattent durant deux mois en Anatolie centrale sans qu'aucune bataille ne jaillisse de cette. Nicéphore et Hâroun échange des lettres jusqu'à ce que l'empereur accepte un repli et une trêve pour le reste de l'année en échange du paiement d'un tribut unique,.
L'année suivante, une force abbasside dirigée par Ibrahim ibn Jibril traverse les montagnes du Taurus en Asie Mineure. Nicéphore se décide à combattre les Arabes mais il est surpris et lourdement défait lors de la bataille de Krasos. Il parvient de justesse à s'échapper. Préoccupé par des troubles dans le Khorasan, Hâroun accepte un tribut et le retour à la paix. Un échange de prisonniers est aussi organisé et a lieu en hiver, à la frontière des deux empires sur la rivière Lamos en Cilicie. Autour de 3 700 Musulmans sont échangés avec les Byzantins faits prisonniers lors des années précédentes,. Hâroun repart ensuite pour le Khorasan, laissant Qasim surveiller la frontière avec l'Empire byzantin. Nicéphore se sert de l'occasion pour reconstruire les remparts détruits des villes de Safsaf, Thebasa et Ancyre lors du printemps. Au moment de l'été, il lance le premier raid byzantin depuis deux décennies, contre le district frontalier arabe de Cilicie. L'armée byzantine pille principalement le territoire environnant les forteresses de Mopsueste et Anazarbe, tout en faisant des prisonniers. La garnison de Mopsueste attaque l'armée byzantine et libère la plupart des prisonniers et du butin. Toutefois, cela n'empêche pas les Byzantins de marcher sur Tarse. La cité, fortifiée et repeuplée sur ordre d'Hâroun en 786 pour renforcer la position musulmane en Cilicie, tombe aux mains des Byzantins et la garnison entière est faite prisonnière. Au même moment, une autre force byzantine lance un raid en Mésopotamie Supérieure mais échoue dans son siège de la forteresse de Mélitène, tandis qu'une rébellion fomentée par les Byzantins éclate à Chypre, contre la garnison arabe,,.
Cette soudaine reprise des actions offensives par les Byzantins alarment grandement Hâroun. En outre, il reçoit des informations selon lesquelles Nicéphore planifierait des attaques similaires pour l'année suivante. Elles auraient pour but de réoccuper entièrement des territoires frontaliers. Comme l'écrit l'historien Warren Treadgold, si les Byzantins étaient parvenus à conduire cette offensive avec succès, « la mise en place de garnisons à Tarse et Mélitène aurait partiellement bloqué les principales routes d'invasion utilisées par les Arabes au travers des monts Taurus pour pénétrer en territoire byzantin, ce qui aurait été un succès majeur pour les Byzantins ». Toutefois, Nicéphore est certainement conscient de l'immense supériorité du califat en termes de ressources et d'effectifs. Il aurait probablement lancé cette campagne simplement comme une démonstration de force ou un test visant à évaluer la détermination de son adversaire.

## La campagne
Après avoir les problèmes du Khorasan, Hâroun revient vers l'ouest en novembre 805 et prépare une très grande expédition de représailles pour 806, recrutant des hommes de Syrie, Palestine, Perse et Égypte. Selon Al-Tabari, son armée compte 135 000 troupes régulières et volontaires auxiliaires. Ces nombres (et l'affirmation bien plus fantaisiste de 300 000 hommes mentionnée par Théophane le Confesseur) représentent de loin la mobilisation la plus importante de l'ère abbasside et dépassent largement l'effectif nominal de l'ensemble de l'armée byzantine. Bien que ces chiffres soient certainement exagérés, ils permettent néanmoins d'avoir une indication de la taille de la force abbasside. Au même moment, une force navale dirigée par l'amiral Humayd ibn Ma'yuf al-Hajuri se prépare à lancer un raid contre Chypre,.

Carte de la frontière arabo-byzantine où se déroule l'offensive abbasside de 806.

L'immense armée d'invasion quitte la résidence d'Hâroun de Racca au nord de la Syrie le 11 juin 806 avec le calife à sa tête qui aurait porté une cape avec l'inscription « Guerrier de la foi et pèlerin » (en arabe : ghazi, hajj). Les Abbassides traversent la Cilicie où Hâroun ordonne de reconstruire Tarse et entre en Cappadoce byzantine par les Portes ciliciennes. Hâroun marche en direction de Tyane qui semble abandonnée à cette époque. Là, il commence à établir la base pour ses opérations. Il ordonne à 'Uqbah ibn Ja'far al-Khuza'i de fortifier la ville et d'y ériger une mosquée. Abdallah ibn Malik al-Khuza'i, le lieutenant d'Hâroun, prend la ville de Sideropalos. Là, le cousin Dawud ibn 'Isa ibn Musa, un cousin d'Hâroun, est envoyé dévaster la Cappadoce avec la moitié de l'armée arabe (70 000 hommes selon al-Tabari). Shurahil ibn Ma'n ibn Za'idah, un autre général d'Hâroun prend la forteresse dite des Slaves (Hisn al-Saqalibah) et la ville récemment reconstruite de Thebasa, tandis qu'Yazid ibn Makhlad prend la « Forteresse du Saule » (al-Safsaf) et la ville de Malakopea. La ville d'Andrasos connaît le même sort tandis que Kyzistra est assiégée. Finalement, les Arabes atteignent Ancyre dont ils ne peuvent s'emparer. Quant à Hâroun, il dirige l'autre moitié des forces arabes vers l'ouest et prend la cité d'Héraclée après un siège d'un mois en août ou septembre. Elle est pillée et rasée tandis que ses habitants sont transformés en esclaves et déportés dans le califat. Au même moment, à Chypre, Humayd ravage l'île et fait prisonnier autour de 16 000 Chypriotes dont l'archevêque de l'île. Ils sont amenés en Syrie où ils sont vendus comme esclaves.
En sous-effectif et menacé par les Bulgares, Nicéphore ne peut résister à l'offensive abbasside. Il se lance en campagne à la tête de son armée et semble remporté quelques engagements secondaires contre des détachements isolés mais il reste à distance respectable du gros des forces arabes. Finalement, face à la perspective angoissante d'une armée arabe hibernant à Tyane (donc en territoire byzantin), il envoie trois clercs comme ambassadeurs : Michel, l'évêque de Synnada ; Pierre, abbé du monastère de Goulaion et Grégoire, le chef de la métropole d'Amastris. Hâroun accepte les conditions présentées par cette ambassade comprenant le paiement d'un tribut annuel (de 30 000 nomismata en or selon Théophane, de 50 000 selon al-Tabari). En outre, l'empereur et son fils et héritier Staurakios doivent payer un tribut spécial humiliant de trois pièces d'or chacun au calife (quatre pour l'empereur et deux pour son fils selon Tabari), par lequel ils se reconnaissent comme des sujets du calife. Enfin, Nicéphore promet de ne pas reconstruire les forts démantelés par les Arabes. Hâroun rassemble alors ses forces qui sont parfois encore en train d'assiéger certaines villes et quitte le territoire byzantin.

## Conséquences
L'accord autour des conditions de la paix est suivi par un échange étonnement amical entre les deux dirigeants, relaté par al-Tabari. Nicéphore demande à Hâroun de lui envoyer une fille issue d'Héraclée, une des candidates au mariage de son fils de Staurakios. Il lui demande aussi du parfum. Selon Tabari, Hâroun « ordonne de trouver la Slave, elle est ramenée, parée d'atours et installée sur un siège dans la tente du calife. La Slave et la tente avec son contenu (vaisselles et parements) sont transmis aux envoyés de Nicéphore. Hâroun envoie aussi à Nicéphore le parfum qu'il a demandé ainsi que des dattes, des raisins et des médicaments ». En retour, Nicéphore envoie un cheval chargé de 50 000 pièces d'argent, 100 vêtements en satin, 200 vêtements de fin brocart, 12 faucons, quatre chiens de chasse et trois autres chevaux,. Toutefois, dès que les Arabes se retirent, l'empereur restaure les forts frontaliers et met fin au paiement du tribut peu après. Théophane rapporte qu'Hâroun revient et s'empare de Thebasa en représailles mais aucune source ne corrobore cette information,.
Les Arabes lancent une série de raids en représailles l'année suivante mais au printemps, le raid dirigé par Yazid ibn Makhlad al-Hubayri al-Fazari est lourdement vaincu, Yazid lui-même tombant sur le champ de bataille. L'importante expédition estivale de Harthama ibn A'yan se confronte à Nicéphore en personne et après une bataille indécise, les deux belligérants se replient. Les Byzantins lancent un raid dans la région de Marach en représailles. À la fin de l'été, Humayd lance un raid maritime majeur qui pille Rhodes et atteint le Péloponnèse où il fomente une rébellion parmi la population slave. Toutefois, alors qu'il revient en territoire arabe, Humayd perd plusieurs navires lors d'une tempête et dans le Péloponnèse, la révolte slave est réprimée après qu'elle a échoué à prendre Patras,. L'échec des actions abbassides en 807 est complété par une autre révolte dans le Khorasan qui contraint Hâroun à partir de nouveau vers l'est. Le calife conclut une nouvelle trêve et un autre échange de prisonniers a lieu sur le Lamos en 808. Nicéphore garde intact les gains qu'il a obtenus de son offensive, soit la restauration des fortifications frontalières et l'arrêt du paiement d'un tribut.

## Impact
Les bénéfices matériels de l'expédition massive d'Hâroun ar-Rachîd sont étonnement faibles. Malgré le sac d'Héraclée auquel les sources arabes donnent beaucoup d'importance, aucun bénéfice permanent n'est atteint, d'autant que Nicéphore met très peu de temps à violer les termes de la trêve. Si Hâroun avait suivi le conseil donné par certains de ses lieutenants de poursuivre plus loin vers l'ouest et de mettre à sac des cités importantes, il aurait pu infliger des dommages à long terme aux Byzantins. Le calife s'est contenté d'une démonstration de force pour intimider Nicéphore et l'empêcher de répéter l'offensive lancée en 805. Vu sous cet angle, la campagne abbasside est un succès. Après 806, les dirigeants byzantins abandonnent toute idée expansionniste qu'ils pouvaient avoir à l'égard de leur frontière orientale et se consacrent à des réformes fiscales, à la reconquête des Balkans et à leurs guerres contre les Bulgares,. Les efforts de Nicéphore contre cet adversaire se terminent par la catastrophique défaite lors de la bataille de Pliska en 811 mais après la mort d'Hâroun le 24 mars 809, le califat est miné par une guerre civile entre ses fils Muhammad ibn Harun al-Amin et Al-Ma’mūn et ne peut exploiter les revers byzantins. En effet, la campagne de 806 et les raids infructueux de 807 sont les dernières expéditions abbassides dirigées par le pouvoir central à frapper l'Empire byzantin pendant plus de vingt ans. Il faut attendre l'arrivée au pouvoir de Théophile et ses confrontations contre Al-Ma'mun et Al-Mu'tasim pour que des opérations de grande envergure entre les deux empires reprennent.

## Sources
1. 1 2 3 4  Brooks 1923, p. 126
2. ↑  Treadgold 1988, p. 113
3. 1 2 3  Kiapidou 2002, Chapitre 1
4. ↑  Treadgold 1988, p. 131-133
5. ↑  Treadgold 1988, p. 135, 138-139
6. ↑  Bosworth 1989, p. 261-262
7. ↑  Treadgold 1988, p. 139
8. ↑  Kennedy 2001, p. 99, 106
9. ↑  Mango et Scott 1997, p. 661
10. ↑  Bosworth 1989, p. 264
11. ↑  Treadgold 1988, p. 146
12. ↑  Mango et Scott 1997, p. 662
13. ↑  Bosworth 1989, p. 267-268
14. ↑  Treadgold 1988, p. 147-148
15. ↑  Treadgold 1988, p. 155
16. ↑  Kiapidou 2002, Chapitre 3
17. ↑  Treadgold 1988, p. 146-157
18. ↑  Brooks 1923, p. 127

- (en) Hugh N. Kennedy, The Armies of the Caliphs : Military and Society in the Early Islamic State, Londres, Routledge, 2001 (ISBN 978-0-203-45853-2)
- (en) Cyril Mango et Roger Scott, The Chronicle of Theophanes Confessor. Byzantine and Near Eastern History, AD 284–813, Oxford, Oxford University Press, 1997 (ISBN 0-19-822568-7)
- (en) Irini-Sofia Kiapidou, « Campaign of the Arabs in Asia Minor, 806 », Encyclopedia of the Hellenic World, Asia Minor, Foundation of the Hellenic World,‎ 2002
- (en) Warren Treadgold, The Byzantine Revival,780-842, Stanford, Calif., Stanford University Press, 1988, 504 p. (ISBN 0-8047-1462-2)
- (en) E. W. Brooks, « Chapter V. (A) The Struggle with the Saracens (717–867) », dans The Cambridge Medieval History, Volume IV: The Eastern Roman Empire (717–1453), Cambridge University Press, 1923
- (en) Nadia Maria El-Cheikh, Byzantium viewed by the Arabs, Cambridge, Harvar Center for Middle-Eastern Studies, 2004, 486 p. (ISBN 978-0-521-31917-1, lire en ligne)
- Marius Canard, « Les expéditions des Arabes contre Constantinople dans l'histoire et dans la légende », Journal asiatique, vol. 208,‎ 1926, p. 61-121
- (en) Clifford Edmund Bosworth, The History of Al-Tabari, Volume XXX : The 'Abbasid Caliphate in Equilibrium. The Caliphates of Musa Al-Hadi and Harun Al-Rashid, A.D. 785–809/A.H. 169–193, Albany, State University of New York Press, 1989, 365 p. (ISBN 0-88706-564-3)